# Distretto di Khok Pho
Il distretto di Khok Pho (in thailandese: โคกโพธิ์) è un distretto (amphoe) della Thailandia, situato nella provincia di Pattani.